# Euphaedra lakuma
Euphaedra lakuma är en fjärilsart som beskrevs av Butler 1870. Euphaedra lakuma ingår i släktet Euphaedra och familjen praktfjärilar. Inga underarter finns listade i Catalogue of Life.